# Ђорђије Јовановић
Ђорђије Јовановић (Подгорица, 15. мај 2003) црногорски је кошаркаш. Игра на позицији бека и крила, а тренутно наступа за Будућност.

## Каријера

### Клупска
Дана 18. јуна 2021. године је потписао трогодишњи уговор са Партизаном.

### Репрезентативна
Јовановић наступа за репрезентацију Црне Горе. Са јуниорском селекцијом националног тима освојио је бронзану медаљу на Европском првенству 2022, одржаном у Подгорици.

## Успеси

### Репрезентативни
- Европско првенство до 20 година:  2022.